# Großer Preis von Belgien 2014
Der Große Preis von Belgien 2014 (offiziell 2014 Formula 1 Shell Belgian Grand Prix) fand am 24. August auf dem Circuit de Spa-Francorchamps in Spa statt und war das zwölfte Rennen der Formel-1-Weltmeisterschaft 2014.

## Berichte

### Hintergrund
Nach dem Großen Preis von Ungarn führte Nico Rosberg in der Fahrerwertung mit elf Punkten vor Lewis Hamilton und mit 71 Punkten vor Daniel Ricciardo. In der Konstrukteurswertung führte Mercedes mit 174 Punkten vor Red Bull-Renault und mit 251 Punkten vor Ferrari.
Beim Großen Preis von Belgien stellte Pirelli den Fahrern die Reifenmischungen P Zero Medium (weiß) und P Zero Soft (gelb) sowie für Nässe Cinturato Intermediates (grün) und Cinturato Full-Wets (blau) zur Verfügung.
Es gab zwei DRS-Zonen, die erste Zone lag auf der Kemmel-Geraden und begann 310 Meter nach der Raidillon. Der Messpunkt lag 240 Meter vor dem Kurveneingang von Eau Rouge. Der Messpunkt für die zweite Zone lag 160 Meter vor der Bus-Stop-Schikane, auf der Start-Ziel-Geraden, 30 Meter nach der letzten Kurve, begann die DRS-Zone.
Im Vergleich zum Großen Preis von Belgien 2013 wurde die Strecke geringfügig verändert: In La Source wurde ein neuer Sicherheitszaun und in Pouhon eine neue Schutzmauer am linken Streckenrand errichtet. Außerdem wurde ein neues Drainage-System in Eau Rouge, 'Raidillon', Rivage, Pouhon und Blanchimont installiert.
Das FRIC-System wurde zu diesem Grand Prix endgültig verboten. Bereits seit dem Großen Preis von Deutschland hatte kein Rennstall mehr FRIC verwendet.
Vor dem Rennwochenende gab es einen Fahrerwechsel: Bei Caterham verlor Kamui Kobayashi sein Einsatzcockpit an André Lotterer. Lotterer war 2014 als Einsatzpilot für das Audi Sport Team Joest in der FIA-Langstrecken-Weltmeisterschaft (WEC) und für TOM’S in der Super Formula aktiv. Er erhielt die Freigabe für eine einmalige Formel-1-Teilnahme und sagte für den Formel-1-Grand-Prix einen Start in der Super Formula ab. Lotterer nahm erstmals an einem Formel-1-Wochenende teil, nachdem er 2002 Testfahrer bei Jaguar war. Er war dreimaliger Sieger des 24-Stunden-Rennens von Le Mans und wurde nach Yannick Dalmas 1994 der erste Pilot, der als amtierender Le-Mans-Sieger zu einem Formel-1-Rennen antrat. Caterham verpflichtete Lotterer aufgrund seiner großen Erfahrungen bei wechselnden Wetterbedingungen. Lotterer ist ein ehemaliger Sieger des WEC-Rennes in Spa-Francorchamps. Kobayashi blieb weiterhin bei Caterham angestellt.
Bei Marussia sollte Max Chilton durch den Test- und Ersatzfahrer Alexander Rossi ersetzt werden. Es wäre Rossis erste Teilnahme an einem Formel-1-Rennen gewesen, nachdem er bereits an einigen Freitagstrainings teilgenommen hatte. Während Marussia vertragliche Gründe für den Wechsel anführte, erklärte Chiltons Management, dass Chilton freiwillig aussetze, damit das Team das Cockpit verkaufen könne, um Sponsorengelder zu generieren. Während des ersten freien Trainings, das Rossi bestritt, gab das Team bekannt, dass Chilton bereits zum zweiten freien Training ins Cockpit zurückkehren werde, nachdem die vertraglichen Schwierigkeiten geklärt waren.
Jules Bianchi, Pastor Maldonado (jeweils vier), Valtteri Bottas, Marcus Ericsson, Kevin Magnussen, Adrian Sutil (jeweils zwei) und Jean-Éric Vergne (einer) gingen mit Strafpunkten ins Rennwochenende.
Mit Kimi Räikkönen (viermal), Sebastian Vettel (zweimal), Felipe Massa, Hamilton und Jenson Button (jeweils einmal) traten fünf ehemalige Sieger zu diesem Grand Prix an.
Als Rennkommissare fungierten Yves Bacquelaine (BEL), Gerd Ennser (DEU), Emanuele Pirro (ITA) und Vincenzo Spano (VEN).

### Training
Im ersten freien Training fuhr Rosberg die Bestzeit vor Hamilton und Fernando Alonso. In diesem Training übernahm Giedo van der Garde den Sauber von Esteban Gutiérrez und Rossi den Marussia von Chilton.
Im zweiten freien Training übernahm Hamilton die Führung vor Rosberg. Alonso blieb Dritter. Maldonado hatte ausgangs der Pouhon einen Unfall. Vettel hatte einen Motorschaden und nahm nicht am Training teil.
Das dritte freie Training fand auf abtrocknender Strecke statt. Bottas war der Schnellste vor Ricciardo und Rosberg.

### Qualifying
Das Qualifying fand bei regnerischem Wetter statt. Es bestand aus drei Teilen mit einer Nettolaufzeit von 45 Minuten. Im ersten Qualifying-Segment (Q1) hatten die Fahrer 18 Minuten Zeit, um sich für das Rennen zu qualifizieren. Alle Fahrer, die im ersten Abschnitt eine Zeit erzielten, die maximal 107 Prozent der schnellsten Rundenzeit betrug, qualifizierten sich für den Grand Prix. Die besten 16 Fahrer erreichten den nächsten Teil. Rosberg war am schnellsten. Gutiérrez stellte sein Fahrzeug mit einem technischen Problem ab. Neben ihm schieden die Caterham-Piloten sowie Chilton, Nico Hülkenberg und Maldonado aus.
Der zweite Abschnitt (Q2) dauerte 15 Minuten. Die schnellsten zehn Piloten qualifizierten sich für den dritten Teil des Qualifyings. Hamilton fuhr die schnellste Runde. Die Toro Rosso-Piloten sowie Bianchi, Romain Grosjean, Sutil und Sergio Pérez schieden aus.
Der letzte Abschnitt (Q3) ging über eine Zeit von zwölf Minuten, in denen die ersten zehn Startpositionen vergeben wurden. Rosberg übernahm die Führung und erzielte die Pole-Position vor Hamilton und Vettel.
In jedem Abschnitt wurden die schnellsten Zeiten auf Intermediates gefahren und es war jeweils bis zum Ende möglich, die Rundenzeit zu verbessern.

### Rennen
In der Startaufstellung gab es ein technisches Problem am Ferrari von Alonso. Seine Batterie war nicht ausreichend geladen, sodass das Team, um kein Risiko einzugehen, bis kurz vor dem Start die Batterie lud. Da deshalb noch Mechaniker am Fahrzeug waren, nachdem das zweitletzte rote Ampelsignal ausgegangen war, erhielt Alonso eine Zeitstrafe von fünf Sekunden. Alonso startete von seinem ursprünglichen Startplatz. Er gab nach dem Rennen an, dass er während des Rennens weniger Leistung zur Verfügung hatte und dadurch in Zweikämpfen benachteiligt war.
Die Startphase des Grand Prix war ereignisreich. Hamilton übernahm die Führung vor Rosberg und auch Vettel ging am Pole-Setter Rosberg vorbei. Auf der Kemmel-Geraden setzte sich Vettel vor Hamilton, schaffte es jedoch nicht, in Les Combes vor ihm zu bleiben. Vettel fuhr durch die Auslaufzone und fiel hinter Rosberg zurück. Im hinteren Teil des Feldes erlitt Bianchi einen Reifenschaden.
In der zweiten Runde wurde Hamilton vor Les Combes auf der Außenseite von Rosberg attackiert. Hamilton behielt die Führung, allerdings berührten sich beide Fahrzeuge. Dabei schlitzte Rosbergs Frontflügel Hamiltons linken Hinterreifen auf. Hamilton fuhr in langsamer Fahrt zu einem Reifenwechsel an die Box und fiel dabei auf den letzten Platz zurück. Rosberg übernahm die Führung mit einem defekten Frontflügel. Rosberg wurde nach dem Rennen von der Teamleitung öffentlich für diese Aktion gerügt. Ebenfalls in der zweiten Runde gab es zwei technisch bedingte Ausfälle: Maldonado und Lotterer stellten ihr Fahrzeug am Streckenrand ab.
In der vierten Runde ging Ricciardo an Alonso vorbei auf Platz drei. Zwei Runden später nutzte er einen Fahrfehler Vettels und überholte ihn ebenfalls. Ricciardo schloss auf Rosberg auf, der jedoch in der achten Runde an die Box ging und den Frontflügel wechseln ließ. Rosberg fiel dadurch hinter Räikkönen zurück, der zuvor Sechster und ebenfalls an der Box war. Bottas ging in dieser Runde an Alonso vorbei auf die dritte Position hinter den Red-Bull-Fahrern. Rosberg nahm nach dem Stopp ein Teil von Hamiltons Reifen auf, das sich in seiner Antenne verfing und ihm mehrere Runden vor dem Helm flatterte, bevor es schließlich abfiel.
Während Ricciardo an der Box war, ging Bottas für eine Runde in Führung. Bottas fuhr danach auch an die Box und Ricciardo führte das Rennen erneut an. Auf Platz zwei lag Räikkönen, der von einem frühen ersten Stopp profitiert hatte. Dahinter folgten Vettel, Rosberg und Bottas. Alonso fiel durch seinen Stopp, bei dem er die Fünf-Sekunden-Zeitstrafe absaß, hinter Magnussen zurück und schaffte es im restlichen Rennen nicht, an ihm vorbeizufahren. Während sich Ricciardo an der Spitze absetzte und auch Räikkönen einen Vorsprung auf die Verfolger herausfuhr, gelang es Rosberg nicht, an Vettel vorbeizufahren. Bei einem Überholversuch vor der Bus Stop blieben seine Räder stehen. Dieser Fahrfehler ermöglichte es Bottas, ihn zu überholen. Bottas gelang es ebenfalls nicht, an Vettel vorbeizufahren, da Vettels Red Bull auf der Geraden sehr schnell war.
In der 20. Runde ging Rosberg als erster Fahrer der Spitzengruppe zum zweiten Mal an die Box. Der frühe Stopp ermöglichte es ihm, Räikkönen und Vettel zu überholen. Rosberg war nach dem Stopp kurzzeitig in ein Duell mit Button verwickelt, ging schließlich jedoch – wie auch Räikkönen – an Button vorbei. Ricciardo und Bottas lagen nun auf den ersten beiden Positionen und blieben erneut etwas länger auf der Strecke. In der 27. Runde ging Ricciardo zu seinem letzten Stopp an die Box, eine Runde später folgte Bottas. Ricciardo behielt während dieser Boxenstoppphase die Führung. Bottas fiel hinter Räikkönen zurück. Rosberg lag nun ein paar Sekunden hinter Ricciardo. Sein Teamkollege Hamilton, der am Ende des Feldes fuhr, bat sein Team mehrfach darum, aufzugeben. Er wechselte jedoch zunächst noch einmal auf frische Reifen, um für eine Safety-Car-Phase gerüstet zu sein. Grosjean gab in dieser Rennphase auf.
Rosberg ging zehn Runden vor Rennende noch einmal an die Box, um mit frischen Reifen einen Schlusssprint zu fahren. Er ging schnell an Bottas und Räikkönen vorbei auf seine ursprüngliche zweite Position und fuhr in dieser Zeit die schnellsten Rennrunden. Er reduzierte den Rückstand auf Ricciardo pro Runde um mehr als zwei Sekunden, kam bis zum Ende des Rennens aber nur bis auf knapp vier Sekunden an Ricciardo heran.
Hinter der Spitze gab es in der Schlussphase noch einige Duelle. In der 40. Runde ging Bottas an Räikkönen vorbei auf den dritten Platz. Mit größerem Abstand dahinter lag Magnussen vor Alonso, Button und Vettel. In der 42. Runde ging Vettel zunächst an Button vorbei. Eine Runde später drängte Magnussen Alonso bei einem Angriff vor Les Combes ab. Dadurch erhielt Vettel die Gelegenheit, Alonso zu überholen. In der letzten Runde überholte Vettel auch Magnussen und Button ging an Alonso vorbei, der in La Source seinen Frontflügel bei einer leichten Kollision mit Vettel beschädigt hatte. Nach dem Rennen wurde Magnussen für den harten Zweikampf mit Alonso bestraft und erhielt eine 20-Sekunden-Zeitstrafe, wegen der er auf Platz zwölf zurückfiel. Zudem verhängte die Rennleitung zwei Strafpunkte gegen Magnussen. Kurz vor Ende des Rennens gaben Hamilton und Bianchi an der Box auf. Bianchi wurde noch gewertet.
Ricciardo gewann somit ein weiteres Rennen vor Rosberg und Bottas. Räikkönen erzielte mit einem vierten Platz seine bis dahin beste Platzierung in dieser Saison und es gelang ihm erstmals, vor Alonso ins Ziel zu kommen. Die Top 10 komplettierten Vettel, Button, Alonso, Pérez, Daniil Kwjat und Hülkenberg. Bei der Siegerehrung und dem anschließenden Interview der drei Erstplatzierten wurde Rosberg von den Fans ausgebuht. Für Ricciardo war es der dritte Rennsieg.
In beiden Weltmeisterschaften blieben die ersten drei Positionen unverändert. Rosberg baute seinen Vorsprung auf Hamilton auf 29 Punkte aus, so dass er auch nach dem folgenden Rennen die Führung in der Weltmeisterschaft behalten würde.

## Meldeliste
| Team                          | Nr. | Fahrer              | Chassis           | Motor                 | Reifen |
| ----------------------------- | --- | ------------------- | ----------------- | --------------------- | ------ |
| Infiniti Red Bull Racing      | 01  | Sebastian Vettel    | Red Bull RB10     | Renault 1.6 V6T       | P      |
| Infiniti Red Bull Racing      | 03  | Daniel Ricciardo    | Red Bull RB10     | Renault 1.6 V6T       | P      |
| Marussia F1 Team              | 04  | Max Chilton         | Marussia MR03     | Ferrari 1.6 V6T       | P      |
| Marussia F1 Team              | 17  | Jules Bianchi       | Marussia MR03     | Ferrari 1.6 V6T       | P      |
| Marussia F1 Team              | 42  | Alexander Rossi     | Marussia MR03     | Ferrari 1.6 V6T       | P      |
| Mercedes AMG Petronas F1 Team | 06  | Nico Rosberg        | Mercedes F1 W05   | Mercedes-Benz 1.6 V6T | P      |
| Mercedes AMG Petronas F1 Team | 44  | Lewis Hamilton      | Mercedes F1 W05   | Mercedes-Benz 1.6 V6T | P      |
| Scuderia Ferrari              | 07  | Kimi Räikkönen      | Ferrari F14 T     | Ferrari 1.6 V6T       | P      |
| Scuderia Ferrari              | 14  | Fernando Alonso     | Ferrari F14 T     | Ferrari 1.6 V6T       | P      |
| Lotus F1 Team                 | 08  | Romain Grosjean     | Lotus E22         | Renault 1.6 V6T       | P      |
| Lotus F1 Team                 | 13  | Pastor Maldonado    | Lotus E22         | Renault 1.6 V6T       | P      |
| Caterham F1 Team              | 09  | Marcus Ericsson     | Caterham CT05     | Renault 1.6 V6T       | P      |
| Caterham F1 Team              | 45  | André Lotterer      | Caterham CT05     | Renault 1.6 V6T       | P      |
| Sahara Force India F1 Team    | 11  | Sergio Pérez        | Force India VJM07 | Mercedes-Benz 1.6 V6T | P      |
| Sahara Force India F1 Team    | 27  | Nico Hülkenberg     | Force India VJM07 | Mercedes-Benz 1.6 V6T | P      |
| Williams Martini Racing       | 19  | Felipe Massa        | Williams FW36     | Mercedes-Benz 1.6 V6T | P      |
| Williams Martini Racing       | 77  | Valtteri Bottas     | Williams FW36     | Mercedes-Benz 1.6 V6T | P      |
| McLaren Mercedes              | 20  | Kevin Magnussen     | McLaren MP4-29    | Mercedes-Benz 1.6 V6T | P      |
| McLaren Mercedes              | 22  | Jenson Button       | McLaren MP4-29    | Mercedes-Benz 1.6 V6T | P      |
| Sauber F1 Team                | 21  | Esteban Gutiérrez   | Sauber C33        | Ferrari 1.6 V6T       | P      |
| Sauber F1 Team                | 36  | Giedo van der Garde | Sauber C33        | Ferrari 1.6 V6T       | P      |
| Sauber F1 Team                | 99  | Adrian Sutil        | Sauber C33        | Ferrari 1.6 V6T       | P      |
| Scuderia Toro Rosso           | 25  | Jean-Éric Vergne    | Toro Rosso STR9   | Renault 1.6 V6T       | P      |
| Scuderia Toro Rosso           | 26  | Daniil Kwjat        | Toro Rosso STR9   | Renault 1.6 V6T       | P      |

Anmerkungen
1. 1 2  Der Marussia mit der Startnummer 42 wurde im ersten freien Training für Rossi eingesetzt. Chilton übernahm das Fahrzeug anschließend für das restliche Rennwochenende mit seiner Startnummer 4.
2. 1 2  Der Sauber mit der Startnummer 36 wurde im ersten freien Training für van der Garde eingesetzt. Gutiérrez übernahm das Fahrzeug anschließend für das restliche Rennwochenende mit seiner Startnummer 21.

## Klassifikationen

### Qualifying
| Pos.                                                                      | Fahrer            | Konstrukteur         | Q1       | Q2       | Q3       | Start |
| ------------------------------------------------------------------------- | ----------------- | -------------------- | -------- | -------- | -------- | ----- |
| 01                                                                        | Nico Rosberg      | Mercedes             | 2:07,130 | 2:06,723 | 2:05,591 | 01    |
| 02                                                                        | Lewis Hamilton    | Mercedes             | 2:07,280 | 2:06,609 | 2:05,819 | 02    |
| 03                                                                        | Sebastian Vettel  | Red Bull-Renault     | 2:10,105 | 2:08,868 | 2:07,717 | 03    |
| 04                                                                        | Fernando Alonso   | Ferrari              | 2:10,197 | 2:08,450 | 2:07,786 | 04    |
| 05                                                                        | Daniel Ricciardo  | Red Bull-Renault     | 2:10,089 | 2:08,989 | 2:07,911 | 05    |
| 06                                                                        | Valtteri Bottas   | Williams-Mercedes    | 2:09,250 | 2:08,451 | 2:08,049 | 06    |
| 07                                                                        | Kevin Magnussen   | McLaren-Mercedes     | 2:11,081 | 2:08,901 | 2:08,679 | 07    |
| 08                                                                        | Kimi Räikkönen    | Ferrari              | 2:09,885 | 2:08,646 | 2:08,780 | 08    |
| 09                                                                        | Felipe Massa      | Williams-Mercedes    | 2:08,403 | 2:08,833 | 2:09,178 | 09    |
| 10                                                                        | Jenson Button     | McLaren-Mercedes     | 2:10,529 | 2:09,272 | 2:09,776 | 10    |
| 11                                                                        | Daniil Kwjat      | Toro Rosso-Renault   | 2:10,445 | 2:09,377 | –        | 11    |
| 12                                                                        | Jean-Éric Vergne  | Toro Rosso-Renault   | 2:09,811 | 2:09,805 | –        | 12    |
| 13                                                                        | Sergio Pérez      | Force India-Mercedes | 2:10,666 | 2:10,084 | –        | 13    |
| 14                                                                        | Adrian Sutil      | Sauber-Ferrari       | 2:11,051 | 2:10,238 | –        | 14    |
| 15                                                                        | Romain Grosjean   | Lotus-Renault        | 2:10,898 | 2:11,087 | –        | 15    |
| 16                                                                        | Jules Bianchi     | Marussia-Ferrari     | 2:11,051 | 2:12,470 | –        | 16    |
| 17                                                                        | Pastor Maldonado  | Lotus-Renault        | 2:11,261 | –        | –        | 17    |
| 18                                                                        | Nico Hülkenberg   | Force India-Mercedes | 2:11,267 | –        | –        | 18    |
| 19                                                                        | Max Chilton       | Marussia-Ferrari     | 2:12,566 | –        | –        | 19    |
| 20                                                                        | Esteban Gutiérrez | Sauber-Ferrari       | 2:13,414 | –        | –        | 20    |
| 21                                                                        | André Lotterer    | Caterham-Renault     | 2:13,469 | –        | –        | 21    |
| 22                                                                        | Marcus Ericsson   | Caterham-Renault     | 2:14,438 | –        | –        | 22    |
| 107-Prozent-Zeit: 2:16,029 min (bezogen auf Q1-Bestzeit von 2:07,130 min) |                   |                      |          |          |          |       |

### Rennen
| Pos. | Fahrer            | Konstrukteur         | Runden | Zeit        | Start | Schnellste Runde |
| ---- | ----------------- | -------------------- | ------ | ----------- | ----- | ---------------- |
| 01   | Daniel Ricciardo  | Red Bull-Renault     | 44     | 1:24:36,556 | 05    | 1:52,974 (44.)   |
| 02   | Nico Rosberg      | Mercedes             | 44     | + 3,383     | 01    | 1:50,511 (36.)   |
| 03   | Valtteri Bottas   | Williams-Mercedes    | 44     | + 28,032    | 06    | 1:52,716 (40.)   |
| 04   | Kimi Räikkönen    | Ferrari              | 44     | + 36,815    | 08    | 1:54,090 (39.)   |
| 05   | Sebastian Vettel  | Red Bull-Renault     | 44     | + 52,196    | 03    | 1:52,953 (36.)   |
| 06   | Jenson Button     | McLaren-Mercedes     | 44     | + 54,580    | 10    | 1:53,483 (38.)   |
| 07   | Fernando Alonso   | Ferrari              | 44     | + 1:01,162  | 04    | 1:53,879 (29.)   |
| 08   | Sergio Pérez      | Force India-Mercedes | 44     | + 1:04,293  | 13    | 1:54,532 (28.)   |
| 09   | Daniil Kwjat      | Toro Rosso-Renault   | 44     | + 1:05,347  | 11    | 1:54,159 (26.)   |
| 10   | Nico Hülkenberg   | Force India-Mercedes | 44     | + 1:05,697  | 18    | 1:53,612 (40.)   |
| 11   | Jean-Éric Vergne  | Toro Rosso-Renault   | 44     | + 1:11,920  | 12    | 1:53,276 (31.)   |
| 12   | Kevin Magnussen   | McLaren-Mercedes     | 44     | + 1:14,262  | 07    | 1:54,203 (28.)   |
| 13   | Felipe Massa      | Williams-Mercedes    | 44     | + 1:15,975  | 09    | 1:52,512 (37.)   |
| 14   | Adrian Sutil      | Sauber-Ferrari       | 44     | + 1:22,447  | 14    | 1:52,413 (36.)   |
| 15   | Esteban Gutiérrez | Sauber-Ferrari       | 44     | + 1:30,825  | 20    | 1:54,000 (32.)   |
| 16   | Max Chilton       | Marussia-Ferrari     | 43     | + 1 Runde   | 19    | 1:55,247 (31.)   |
| 17   | Marcus Ericsson   | Caterham-Renault     | 43     | + 1 Runde   | 22    | 1:55,900 (26.)   |
| 18   | Jules Bianchi     | Marussia-Ferrari     | 39     | DNF         | 16    | 1:56,347 (32.)   |
| –    | Lewis Hamilton    | Mercedes             | 38     | DNF         | 02    | 1:53,707 (33.)   |
| –    | Romain Grosjean   | Lotus-Renault        | 33     | DNF         | 15    | 1:55,649 (21.)   |
| –    | Pastor Maldonado  | Lotus-Renault        | 1      | DNF         | 17    | –                |
| –    | André Lotterer    | Caterham-Renault     | 1      | DNF         | 21    | –                |

Anmerkungen
1. ↑  Magnussen erhielt nachträglich eine 20-Sekunden-Zeitstrafe und rutschte vom sechsten auf den zwölften Platz.

## WM-Stände nach dem Rennen
Die ersten zehn des Rennens bekamen 25, 18, 15, 12, 10, 8, 6, 4, 2 bzw. 1 Punkt(e).

### Fahrerwertung
| Pos. | Fahrer           | Konstrukteur         | Punkte |
| ---- | ---------------- | -------------------- | ------ |
| 01   | Nico Rosberg     | Mercedes             | 220    |
| 02   | Lewis Hamilton   | Mercedes             | 191    |
| 03   | Daniel Ricciardo | Red Bull-Renault     | 156    |
| 04   | Fernando Alonso  | Ferrari              | 121    |
| 05   | Valtteri Bottas  | Williams-Mercedes    | 110    |
| 06   | Sebastian Vettel | Red Bull-Renault     | 98     |
| 07   | Nico Hülkenberg  | Force India-Mercedes | 70     |
| 08   | Jenson Button    | McLaren-Mercedes     | 68     |
| 09   | Felipe Massa     | Williams-Mercedes    | 40     |
| 10   | Kimi Räikkönen   | Ferrari              | 39     |
| 11   | Kevin Magnussen  | McLaren-Mercedes     | 37     |
| 12   | Sergio Pérez     | Force India-Mercedes | 33     |

| Pos. | Fahrer            | Konstrukteur       | Punkte |
| ---- | ----------------- | ------------------ | ------ |
| 13   | Jean-Éric Vergne  | Toro Rosso-Renault | 11     |
| 14   | Romain Grosjean   | Lotus-Renault      | 8      |
| 15   | Daniil Kwjat      | Toro Rosso-Renault | 8      |
| 16   | Jules Bianchi     | Marussia-Ferrari   | 2      |
| 17   | Adrian Sutil      | Sauber-Ferrari     | 0      |
| 18   | Marcus Ericsson   | Caterham-Renault   | 0      |
| 19   | Pastor Maldonado  | Lotus-Renault      | 0      |
| 20   | Esteban Gutiérrez | Sauber-Ferrari     | 0      |
| 21   | Max Chilton       | Marussia-Ferrari   | 0      |
| 22   | Kamui Kobayashi   | Caterham-Renault   | 0      |
| –    | André Lotterer    | Caterham-Renault   | 0      |

### Konstrukteurswertung
| Pos. | Konstrukteur         | Punkte |
| ---- | -------------------- | ------ |
| 01   | Mercedes             | 411    |
| 02   | Red Bull-Renault     | 254    |
| 03   | Ferrari              | 160    |
| 04   | Williams-Mercedes    | 150    |
| 05   | McLaren-Mercedes     | 105    |
| 06   | Force India-Mercedes | 103    |

| Pos. | Konstrukteur       | Punkte |
| ---- | ------------------ | ------ |
| 07   | Toro Rosso-Renault | 19     |
| 08   | Lotus-Renault      | 8      |
| 09   | Marussia-Ferrari   | 2      |
| 10   | Sauber-Ferrari     | 0      |
| 11   | Caterham-Renault   | 0      |